# Strathpine
Strathpine is een plaats in de Australische deelstaat Queensland en telt 9534 inwoners (2006).